# Bandung BJB Tandamata
Bandung BJB Tandamata är en (dam)volleybollklubb från Bandung, Indonesien. Klubben bildades 2003. Klubben har vunnit Proliga (den högsta serien/det nationella mästerskapet) tre gånger: 2003, 2006 och 2022. Klubben, som är sponsrad av Bank BJB, spelade ursprungligen under namnet Bandung Artdeco Bank Jabar där Ardeco var ett dotterbolag till BJB (och Bank Jabar bankens dåvarande namn). Laget drog sig ur mästerskapet 2007. Det återkom 2017 under namnet  Bandung Bank BJB Pakuan och har haft sitt nuvarande namn sedan 2020.